# Le Born, Lozère
Le Born är en kommun i departementet Lozère i regionen Occitanien i södra Frankrike. Kommunen ligger i kantonen Mende-Nord som tillhör arrondissementet Mende. År 2022 hade Le Born 156 invånare.

## Befolkningsutveckling
Antalet invånare i kommunen Le Born
| Referens: INSEE |